# Заповідний (Курська область)
Заповідний (рос. Заповедный) — селище в Курському районі Курської області Російської Федерації.
Населення становить 98 осіб. Входить до складу муніципального утворення Новопоселенівська сільрада.

## Історія
Населений пункт розташований на території українського етнічного та культурного краю Східна Слобожанщина.
Від 2004 року входить до складу муніципального утворення Новопоселенівська сільрада.

## Населення
| 2002 | 2010 |
| ---- | ---- |
| 107  | ↘98  |